# El Granado

## Dân số
Dân số của đô thị này biến động như sau

## Các tượng đài
- Iglesia de Santa Catalina. Thế kỷ XVIII
- Ermita de la Trinidad. Thế kỷ XV
- Molino de Viento. Thế kỷ XVIII
- Molino de Viento "el Santo". Thế kỷ XVIII
- Lavadero Municipal. Giữa thế kỷ XX
- Puerto de la Laja. Thế kỷ XIX.
- Pilar romano.
- Cementerio San Lucas. Thế kỷ XIX.